# 洛阳铲

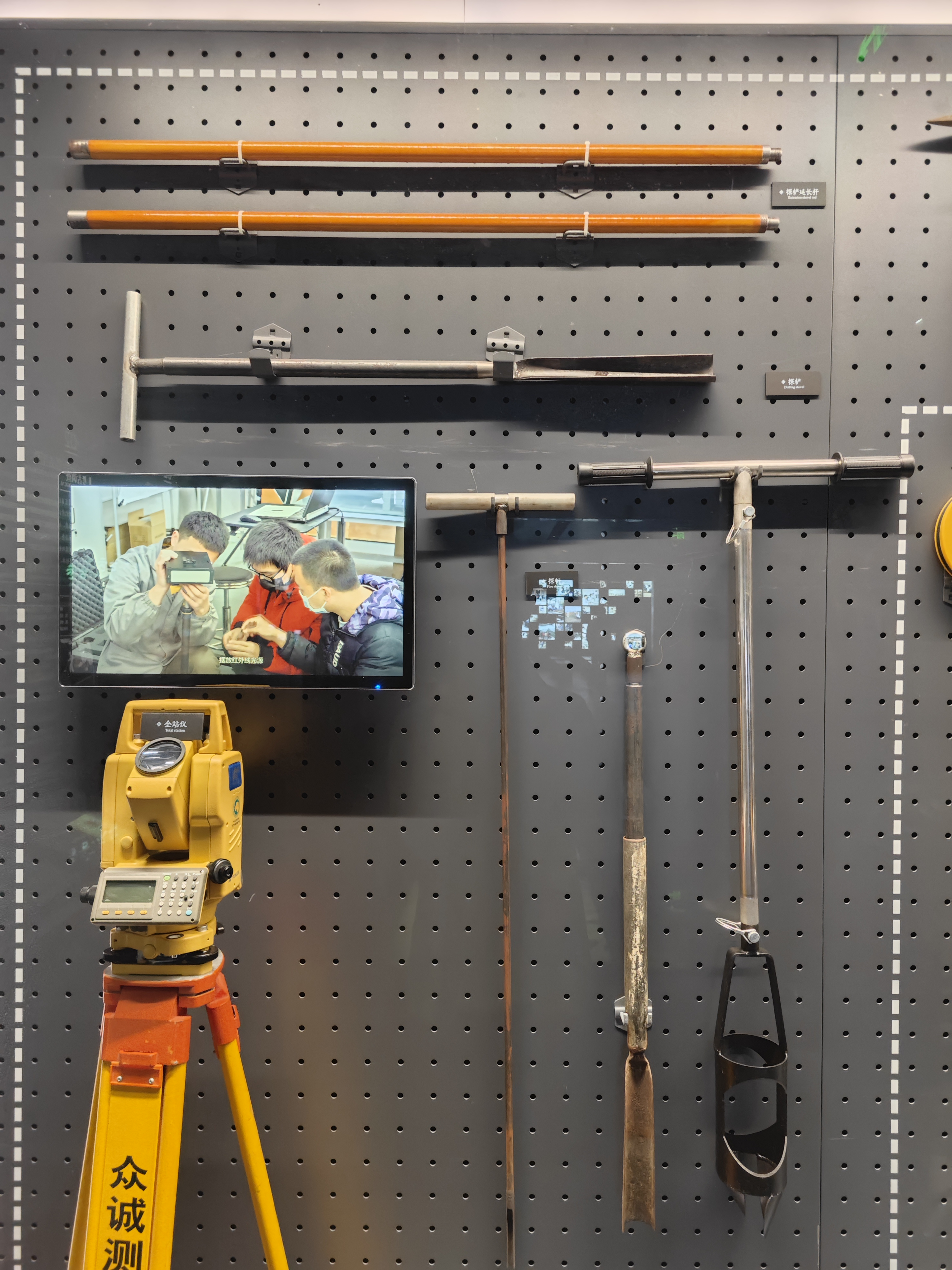
成都考古中心展示的探铲、探铲延长杆、探针等工具

洛阳铲，又名探铲，一种考古工具，为一半圆柱形的铁铲。一段有柄，可以接白蜡杆加长。使用时垂直向下戳击地面，利用半圆柱形的铲可以将地下的泥土带出，并逐渐挖出一个直径约几厘米的深井，用来探测地下土层的土质，以了解地下有无古代墓葬。

## 历史和文化
据明人王士性记载，以锥铲入土探墓之技早在明代就已于洛阳出现。
而现代的洛阳铲，据传为中国河南洛阳附近农村的盗墓者李鸭子于20世纪初发明，并为后人逐渐改进。最早广泛用于盗墓，后成为考古学工具。著名的考古学家卫聚贤在一九二八年目睹盗墓者使用洛阳铲的情景后，便运用于考古钻探，在中国著名的殷墟、偃师商城遗址等古城址的发掘过程中，发挥了重要作用。如今，学会使用洛阳铲来辩别土质，是每一个考古工作者的基本功。 
洛阳铲是中国考古钻探工具的象征。1970年代初，中国考古代表团访问阿尔巴尼亚时，曾赠送一把打造精致的洛阳铲。
常见的洛阳铲呈半圆筒形，长20至40厘米，直径5至20厘米，装上富有韧性的木杆后，可打入地下十几米，通过对铲头带出的土壤结构、颜色和包含物的辨别，可以判断出土质以及地下有无古墓等情况。洛阳铲的制作工序有20多道，最关键的是成型时打造弧度，需要细心敲打，稍有不慎，打出的铲子就带不上土。这种铲子只有洛阳附近的五家探铲厂生产，而且至今只能手工制造。目前，洛阳铲已不再是考古界的专有工具，但在建筑、公路、铁路、矿山等领域里都发挥了重要作用。特别是在地基灌桩和地质勘探等方面，洛阳铲已是必不可少的工具。洛阳的探工曾用洛阳铲为宜洛煤矿成功地打过百米的深孔。

## 用途和用法
洛阳铲简单说只是一种工具，一般的使用者可以掌握大概的使用方法。但是具体说来，传统上的“洛阳铲”，主要指的是特定的运用一定方法使用洛阳铲的人。这些人一般世代相传，过去在职业盗墓者口中有“老洛阳铲”的说法，指的就是这些经验丰富的使用者。但是由于一些原因，这些世代相传的老洛阳铲在现代几乎绝迹了。
洛阳铲的主要用途是可以将地下的土层没有改变的提出样本，从土色上看出老土、活土、土层年代以及结构来判断地下情况。在考古发掘时，非常依靠个人经验。也有传说老洛阳铲可以用嘴尝出土壤情况里判断地下的墓葬分布。由于破坏小、对环境没有什么要求，在一些极端情况下，洛阳铲的勘测效果甚至要好于一些电子勘查设备。

## 外部連結
- 考古資料數位典藏 - 中央研究院 （页面存档备份，存于）

## 參看
- 工兵鏟